# James Rariden

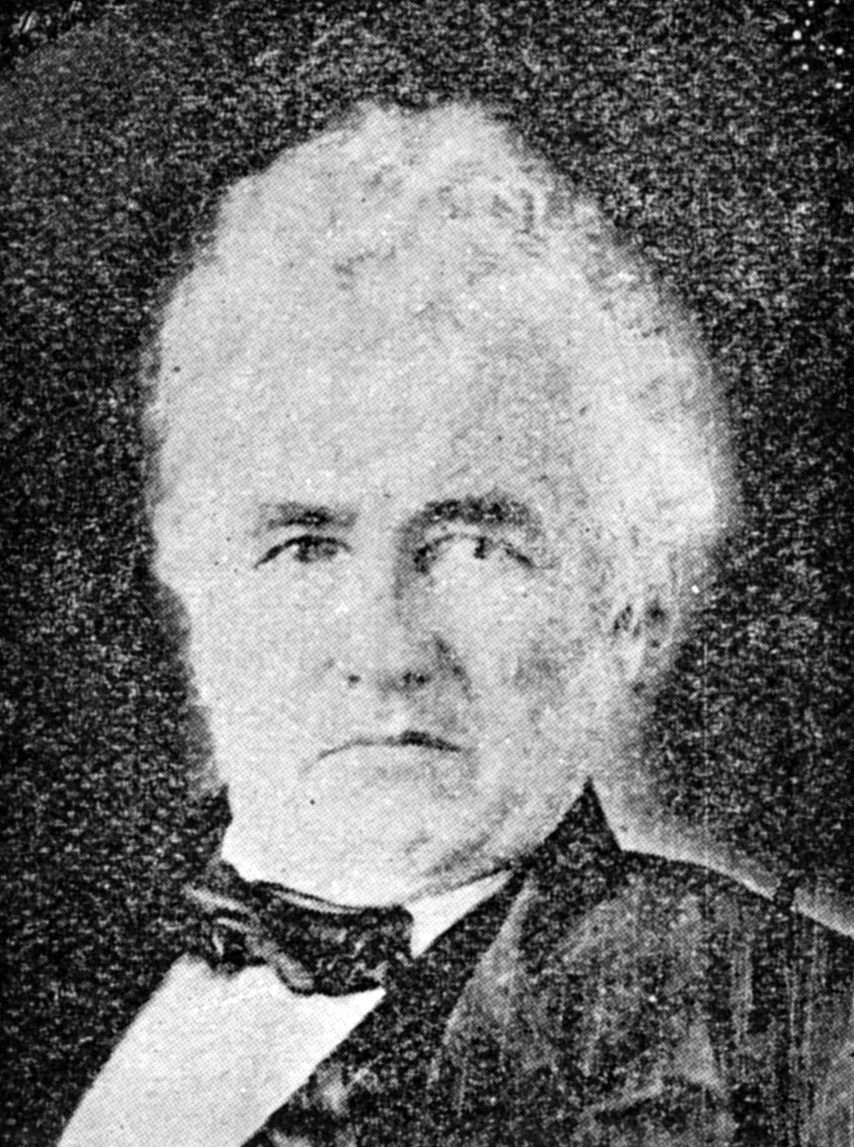
James Rariden

James Rariden (* 14. Februar 1795 bei Cynthiana, Kentucky; † 20. Oktober 1856 in Cambridge City, Indiana) war ein US-amerikanischer Politiker. Zwischen 1837 und 1841 vertrat er den Bundesstaat Indiana im US-Repräsentantenhaus.

## Werdegang
James Rariden erhielt nur eine eingeschränkte Schulausbildung. Über Brookville in Indiana kam er nach Salisbury, wo er als stellvertretender Gerichtsdiener arbeitete. Nach einem Jurastudium und seiner im Jahr 1818 erfolgten Zulassung als Rechtsanwalt begann er in Centerville in diesem Beruf zu praktizieren. Zwischen 1822 und 1825 war Rariden als Staatsanwalt tätig. Gleichzeitig schlug er eine politische Laufbahn ein.
1823 wurde Rariden in den Senat von Indiana gewählt; von 1829 bis 1833 gehörte er – außer im Jahr 1831 – dem Repräsentantenhaus des Staates an. In den 1830er Jahren wurde er Mitglied der damals entstandenen Whig Party. Bei den Kongresswahlen des Jahres 1836 wurde er im fünften Wahlbezirk von Indiana in das US-Repräsentantenhaus in Washington, D.C. gewählt, wo er am 4. März 1837 die Nachfolge von Johnathan McCarty antrat. Nach einer Wiederwahl konnte er bis zum 3. März 1841 zwei Legislaturperioden im Kongress absolvieren.
Im Jahr 1846 zog er Cambridge City. 1850 war James Rariden Delegierter auf einer Versammlung zur Überarbeitung der Verfassung von Indiana. Er starb am 20. Oktober 1856 in Cambridge City, wo er auch beigesetzt wurde.